# Шамрай, Степан Иванович
Степа́н Ива́нович Шамра́й (22 февраля 1922, Новочервоное, Харьковская губерния — 15 октября 2022, Ростов-на-Дону) — советский партийный и государственный деятель, 1-й секретарь Семикаракорского райкома КПСС, подполковник в отставке. Герой Социалистического Труда (1971).

## Биография
Родился 22 февраля 1922 года в с. Ново-Красное, ныне Троицкого района Луганской области Украины.
В 11 лет остался сиротой и воспитывался в детском доме.
Участник Великой Отечественной войны в составе 1-го гвардейского орденов Ленина и Кутузова Венского механизированного корпуса.
Выпускник Высшей партийной школы и Ростовского пединститута.
Член КПСС. 1-й секретарь Семикаракорского райкома КПСС с 1962 по 1972 годы. Делегат XXIV съезда КПСС.
С 1975 по 1985 годы — заведующий областным отделом социального обеспечения Ростовского облисполкома.
Депутат областного совета депутатов трудящихся.
С 1991 года находился на пенсии. Жил в Ростове-на-Дону.

## Награды и звания
- Герой Социалистического Труда (Указ Президиума Верховного Совета СССР от 8 апреля 1971 года).
- Награждён:
  - орденом Красной Звезды, двумя медалями «За отвагу», медалью «За взятие Будапешта», медалью «За взятие Вены», медалью «За победу над Германией в Великой Отечественной войне 1941—1945 гг.»;
  - орденом Ленина (1971), двумя орденами Трудового Красного Знамени (1966 и 1973, за успехи в развитии животноводства), медаль «За трудовое отличие» (1957, за освоение целинных и залежных земель);
  - двумя золотыми, большой серебряной и бронзовой медалями ВСХВ-ВДНХ СССР (1956, 1966, 1971, 1973).
- Благодарность Главы Администрации (Губернатора) Ростовской области (2007, в связи с 70-летием со дня образования Ростовской области)[2].
- В 2012 году, за вклад в социально-экономическое развитие области, Шамрай был награждён Почетной грамотой Губернатора Ростовской области.
- Почётный гражданин города Семикаракорска.
- Орден «За заслуги перед Ростовской областью» (6 февраля 2020 года)[3].
- Орден Атамана Платова (2017, Ростовская область).[4]